# Скляров, Юрий Андреевич
Юрий Андреевич Скляров (27 января 1931 — 19 июня 2014) — российский учёный в области астрономии, конструктор приборов по измерению солнечной радиации, заведующий кафедрой метеорологии и климатологии Саратовского государственного университета, доктор технических наук, профессор.

## Биография
Родился в селе Золотаревка Георгиевского района Ставропольского края. Окончил физический факультет Саратовского государственного университета в 1953 году по специальности астрономия.
С 1952 по апрель 1955 на преподавательской работе в Саратовском университете. С апреля 1955 года по сентябрь 1960 года — председатель колхоза в Безымянском районе Саратовской области («тридцатитысячник»). За успехи в развитии сельскохозяйственного производства награждён орденом «Знак Почёта».
В 1960—1969 в Саратовском педагогическом институте: ассистент, старший преподаватель, доцент, декан факультета, проректор по учебной работе. Кандидат физико-математических наук (1965).
С 1969 года преподавательской и научной работе в Саратовском университете. Доцент, начальник Станции наблюдений ИСЗ, профессор, с 1984 года зав. кафедрой метеорологии и климатологии. Доктор технических наук (1984).
Автор и соавтор 12 монографий и книг, опубликовал более 250 научных работ в области актинометрии, спутниковой климатологии, солнечно-земных связей. Получил 14 патентов и авторских свидетельств на изобретения.
В 1995—1999 первый проректор Саратовского университета.
Писал лирические стихи, опубликовал два поэтических сборника.
Звания: Почётный работник высшего профессионального образования РФ, Почётный работник науки и техники РФ, почётный профессор Саратовского университета, с 1994 г. — академик Международной академии наук Высшей школы.

Могила Юрия Андреевича Склярова на Елшанском кладбище города Саратова (участок 103а)

Cкончался 19 июня 2014 года. Похоронен на Елшанском кладбище города Саратова.

## Награды и память
Награды: два ордена «Знак Почёта», орден Ломоносова, медаль имени С. П. Королева, золотая и серебряная медали ВДНХ, знак «Изобретатель СССР».
В октябре 2015 года в память о Ю. А. Склярове его именем был назван Саратовский планетарий.